# Vendetta strisciante
Vendetta strisciante (Go Eat Worms!) è il ventunesimo libro della serie horror per ragazzi Piccoli brividi, scritta da R. L. Stine.

## Trama
Todd Barstow è un ragazzo che ama i vermi. Ne ha una vasta collezione e li tiene in un terraio. Usa i vermi anche per fare scherzi a sua sorella Regina e alla sua amica Beth Baker, come farglieli cadere lungo la schiena o lanciarglieli nei capelli. In occasione del concorso di scienze organizzato terraio. Ha però una brutta sorpresa quando scopre che un nuovo compagno di Regina di nome Patrick McKay ha invece creato un grattacielo per vermi. Il concorso viene poi inaspettatamente vinto da Danny Fletcher, il migliore amico di Todd, che ha realizzato un rudimentale modello del cdiventare crudele con i suoi vermi, ad esempio tagliandone uno in due. Ma i vermi sembrano iniziare a vendicarsi: da allora si insinuano nei suoi vestiti, nel suo cibo e persino nei suoi quaderni. Non trovando una spiegazione, Todd accusa Regina di essere la responsabile di quegli scherzi. Lei nega tutto, ma un giorno Todd origlia una sua conversazione con Beth e scopre che è davvero la sorella a nascondergli vermi ovunque. Progettando una vendetta in grande stile, Todd va al campetto scolastico per prendere qualche verme, quando improvvisamente un esemplare gigantesco esce dal fango e cerca di trascinarlo nel sottosuolo. Il mostro viene però messo in fuga dal progetto che aveva realizzato Regina per il concorso, ovvero un modello molto grande, in carta, di un uccello. 
Todd, riconoscente, smette di giocare brutti scherzi alla sorella ed inizia invece a collezionare farfalle. Dopo qualche tempo, Todd una notte si sveglia di soprassalto, mentre una gigantesca farfalla con un grosso pungiglione incombe su di lui.

## Episodio TV
È stata realizzata una trasposizione TV di questo episodio della serie Piccoli brividi, la quale presenta però alcune differenze rispetto al libro:
- Nel libro è Regina a mettere i vermi nel cibo e nei vestiti di Todd, nell'episodio televisivo invece i vermi agiscono di propria iniziativa.

- Il finale dell'episodio è differente: dopo essersi liberato del grande verme, Todd cammina su un molo con il suo amico Danny, discutendo di come anche gli animali hanno dei sentimenti. Poi, viene trascinato in acqua da un pesce gigante dopo aver addentato un sandwich di pesce.

- È assente il personaggio di Patrick.

## Edizioni
- Robert Lawrence Stine, Vendetta strisciante, traduzione di Alessandra Padoan, collana Piccoli brividi, Arnoldo Mondadori Editore, 1996,  p. 140, ISBN 88-04-41368-9.